# Cellepora hassallii
Cellepora hassallii är en mossdjursart som först beskrevs av Johnston 1847.  Cellepora hassallii ingår i släktet Cellepora, och familjen Celleporidae. Arten är reproducerande i Sverige.